# Comtat de Gröningen
El comtat de Gröningen o Grueningen fou una jurisdicció feudal del Sacre Imperi Romanogermànic al Hessengau.
El seu origen seria el uldaríquida (casa de Bregenz, vegeu, comtat de Bregenz) Adalbert, fill d'Udalric II (VII), que fou comte (de Winterthur) i va deixar un fill de nom Werner I, el primer que hauria governat Gröningen o Grueningen (si bé no consta que hagués portat el títol). Werner fou, des de vers 1024, advocat o defensor (protector) de Kaufungen; el 1027, va rebre els dominis comtals a Maden al Lahngau i Neckergau al nord del Hessen, que havien estat del comte Dodicó (+1020), que li foren concedits per Conrad II al que fou lleial, que eren força importants i als que es va dedicar. Fou el porta estendard de l'emperador, càrrec hereditari en la seva família (primicerius et more signifer regis) al que anava lligat el castell de Gröningen o Grueningen i que va exercir sota Enric III (1028-1053). Hauria heretat Winterthur a Suàbia, a la mort del seu pare el 1030. En la campanya contra Bretislav I de Bohèmia va caure en una emboscada i va morir en batalla el 23 d'agost de 1040 junt al seu fill Luitfrid i altres nobles i soldats. Estava casat amb Irmgarda possible filla d'Eberard IV de Nellenburg (segons Europäische Stammtafeln, germana del comte Eppó o Eberard, de la casa dels comtes de Nellenburg) i va tenir quatre fills: Adalbert (II) (+1053) que el va succeir al comtat de Winterthur a Turgòvia; Luitfrid, mort combatent junt amb el seu pare (1040); Herman (+1065), abat d'Einsiedeln, i Werner II que el va succeir a Maden i Neckargau residint als castell d'Oberburg a Gudensberg i adoptant aquest nom pel comtat (comtat de Gudensberg) si bé aquest territori els tenia en feu de l'arquebisbat de Magúncia (a qui havien estat concedits en temps d'Otó I); va adquirir també la batllia de Weilburg. El 1052 va anar a Itàlia amb el seu germà Adalbert II de Winterthur, i els dos van morir en batalla a Civitate, a la Pulla, el 18 de juny de 1053; els dos germans dirigien 600 soldats alemanys (de Suàbia) els únics contingents no italians de l'exèrcit del Papa Lleó IX (del que eren parents) que fou derrotat pels normands.
Werner II fou el pare de Werner III, comte de Maden; era menor d'edat quan el pare va morir i a Maden va exercir la regència la seva mare i el seu parent Eberard IV de Nellenburg (cosí del seu pare) va esdevenir (temporalment ?) comte al Neckergau. Es va casar amb Willibirga d'Achalm, filla de Rodolf comte d'Achalm, amb la que va tenir a Werner IV i que li va aportar diversos territoris a Achalm, Thurgau i Wormsgau; el 1061 va arribar a la majoria; llavors governava territoris a Fritzlar, Rotenburg, Spangenberg, Melsungen i Homberg al Efze; entre 1062 i 1065 va adquirir la batllia d'Ohm-Lahn (Weilburg), Grosslinden - al sud-oest de Giessen -, i Homberg a la zona de l'Ohm. Per remarcar que era porta estendard hereditari de l'imperi va adoptar el nom de comte de Gröningen (o Grueningen), el primer a adoptar aquest nom, perquè el castell d'aquest nom anava vinculat al càrrec.
Werner III va morir assassinat en un tumult a Ingelheim el 24 de febrer de 1065, quan tenia uns 25 anys, deixant un fill de 5 anys, el ja esmentat Werner IV, que va heretar Maden i Gudensberg amb títol de comte de Gröningen (o Grueningen), així com les terres suabes; no obstant la part sud de la batllia de l'Ohm-Lahn va passar als comtes de Gleiberg i el nord de la batllia als comtes de Bilstein. Willibirga d'Achalm va exercir la regència als dominis de l'Hesen i el cosí del seu pare Eberard IV de Nellenburg va esdevenir el seu tutor; va adquirir possessions al sud d'Alemanya en el repartiment de l'herència que es va formalitzar entre els germans Luitold d'Achalm i Cunó de Wuelflingen (fundadors de l'abadia de Zwiefalten) i Werner IV (tractat tripartit dit de Bempflinger); va adquirir també alguns llocs a Neckergau, Lahngau i Wormsgau, com la possessió dotal al Worms, l'abadia de Kaufungen, i Breitenau (que va fundar el 1113), i els dots de Fritzlar i Weilburg. Va morir un 22 de febrer segurament del 1121, sense fills mascles (tenia una filla però va morir jove abans que el seu pare), quan era el comte més poderós de la regió de Hessen.
El mateix 1121 un parent de nom Gisó (IV) va agafar el títol de comte de Gudensberg i va recollir la successió; el va succeir el seu fill Gisó (V) a la mort del qual el 1137 la seva germana, Hedwigis, que estava casada amb el landgravi Lluís I de Turíngia, va heretar Maden que va aportar al seu marit; el títol de comte de Gröningen no torna a ser esmentat.